# BMW 7 Серії (E65/E66)
BMW E65/E66 — заводський індекс кузовів 7-ї серії BMW, що випускались з 2001 по 2008 роки. Ці моделі замінили попередню E38, яка випускалася з 1995 по 2001 роки.

## Історія

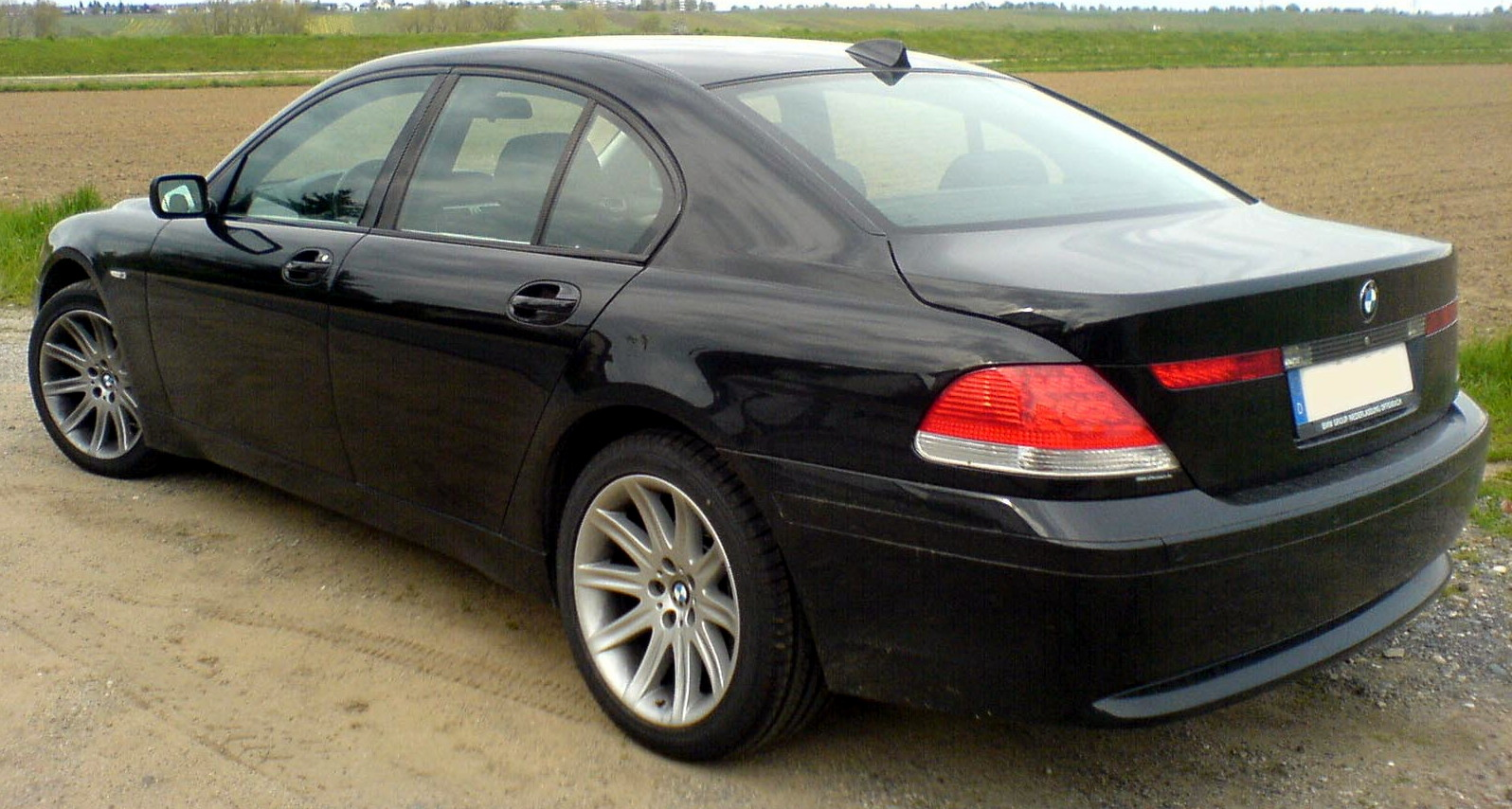
BMW 730i (2001-2005)

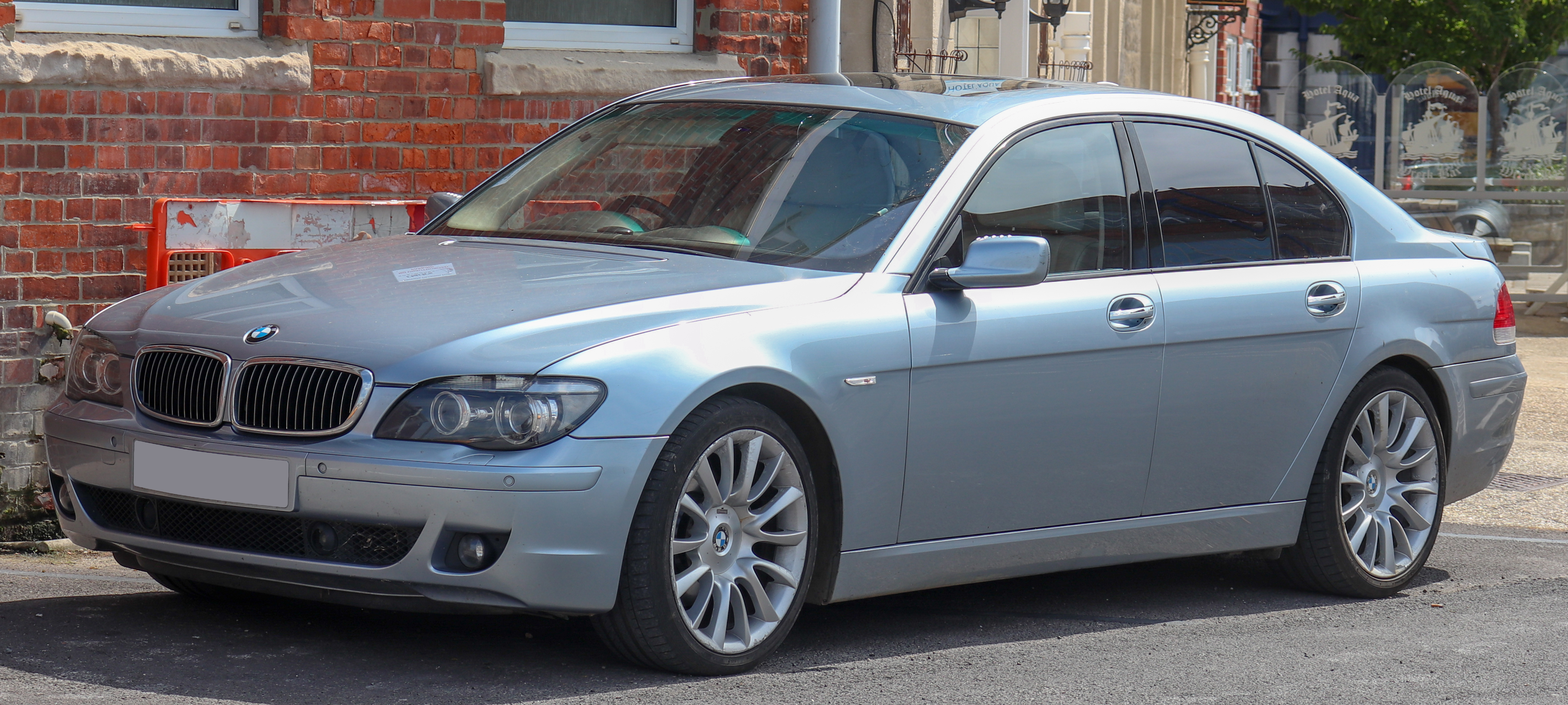
BMW 730d (2005-2008)

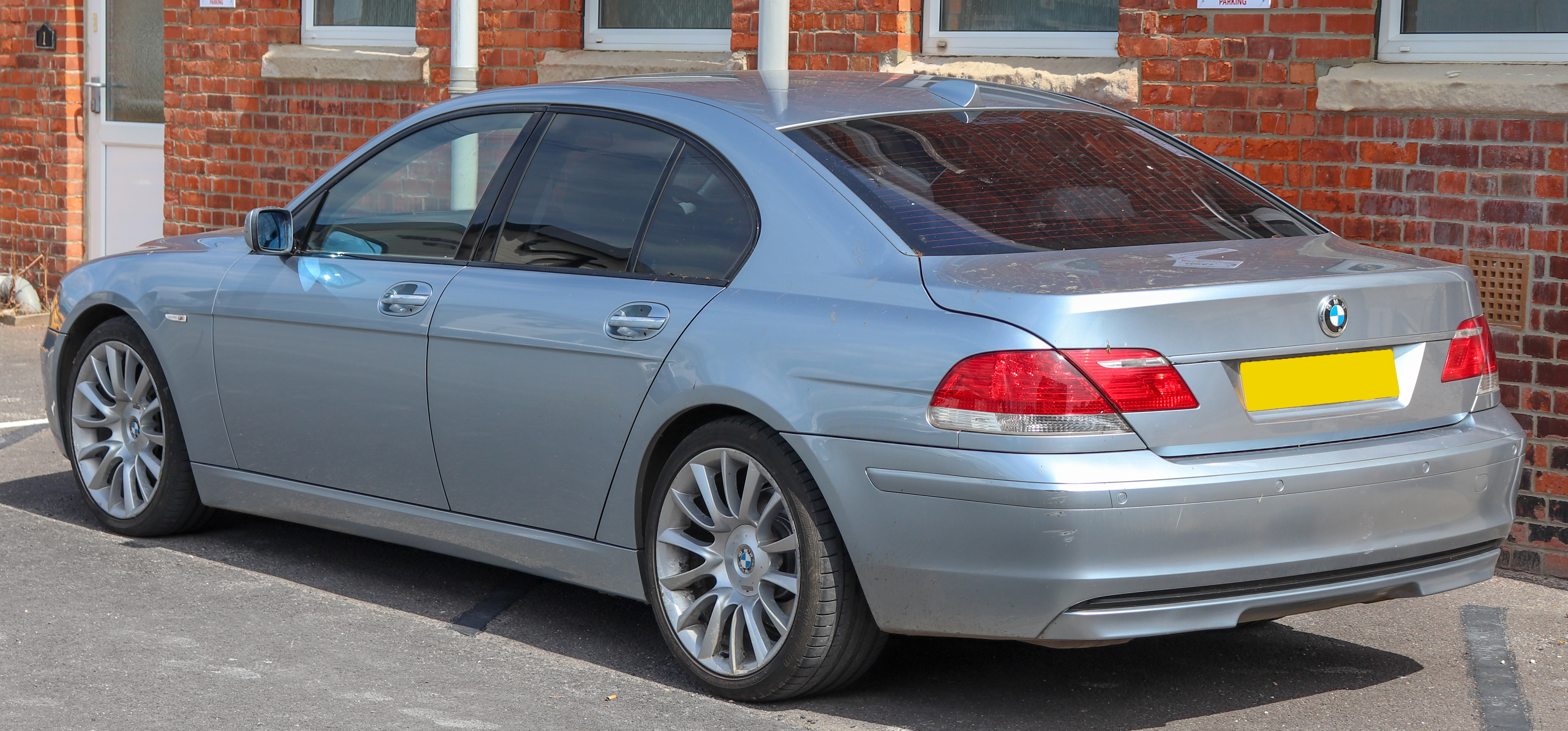
BMW 730d (2005-2008)

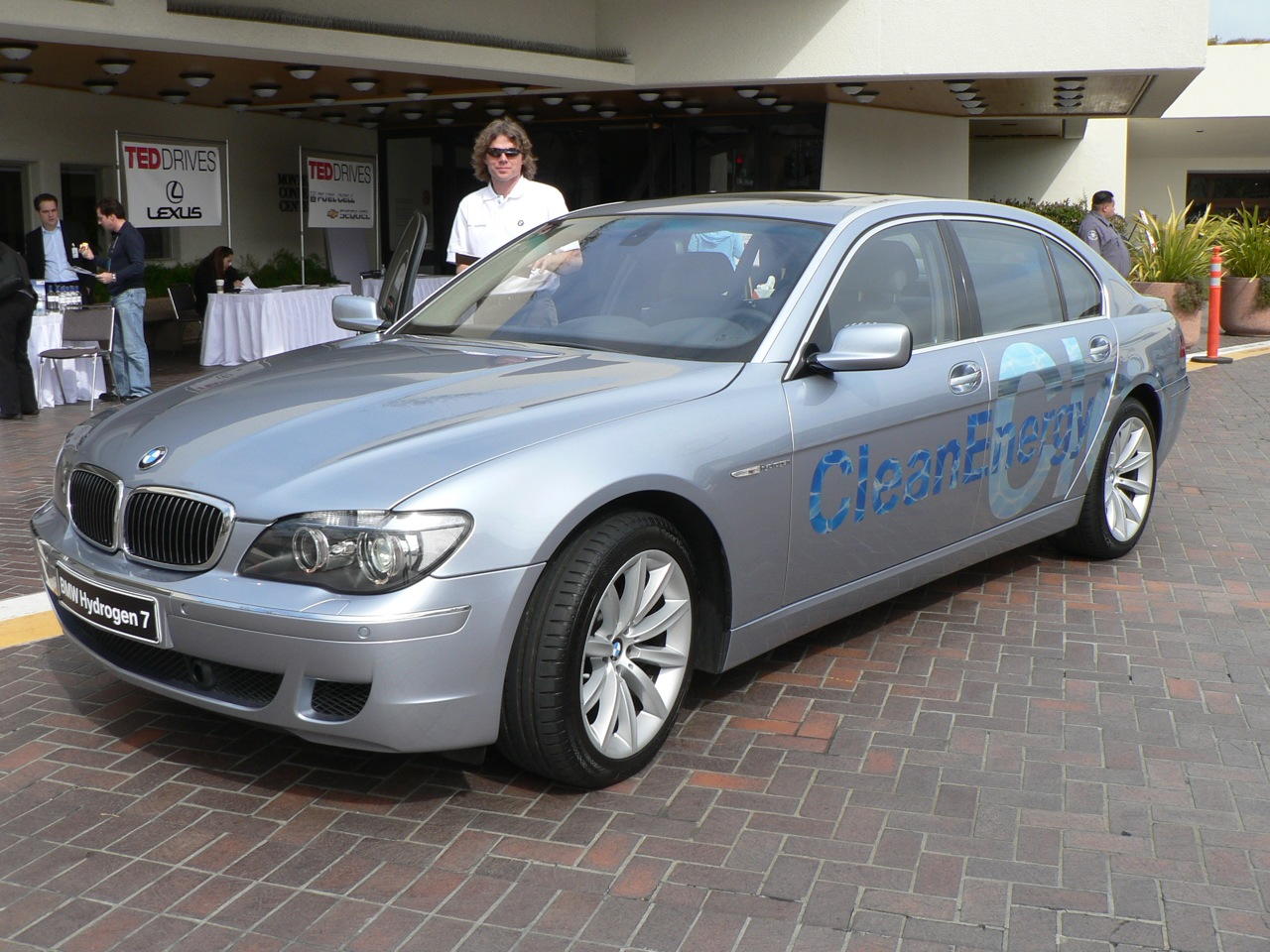
BMW 7 Серії Hydrogen

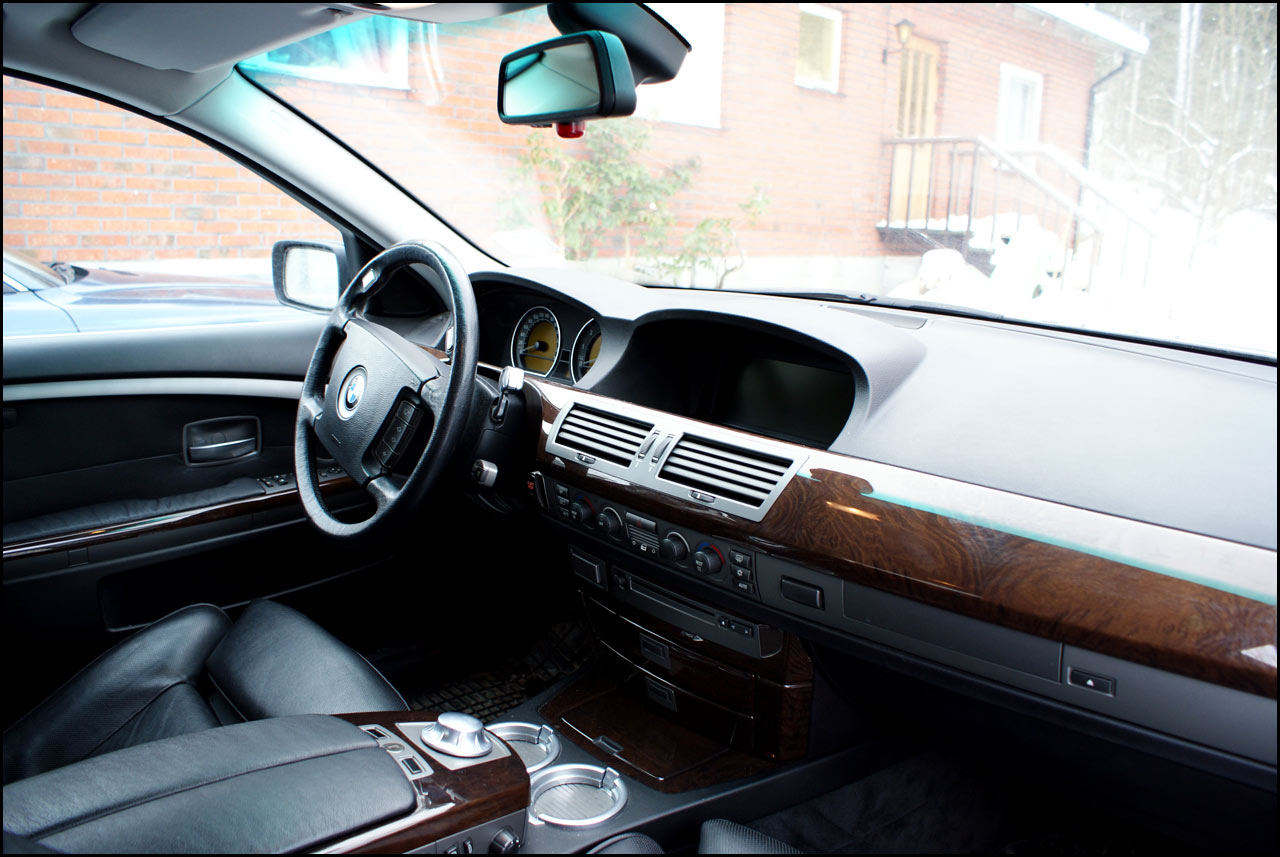

Автомобілі E65/E66 були вперше представлені в 2001 році в Мюнхені. Дизайн автомобіля розробив Кріс Бенгл. Автомобілі помітно «підросли». Як стверджується, нове сімейство «сімок» продемонструвало вигляд моделей BMW початку XXI століття. Вперше двигуни BMW комплектуються новітніми гідромеханічними 6-ступінчастими «автоматами» фірми ZF, причому (знову ж таки вперше для BMW) управління коробкою покладено на розташований на рульовій колонці селектор, якого можна торкатися, не знімаючи з керма правої руки. Крім цього, для «ручного» управління коробкою в режимі Servotronic служать 4 кнопки на рульовому колесі. Сімейство «сімок» насичене цікавими технічними вузлами і агрегатами. Відтепер ручне гальмо стало електронним і вимикається кнопкою. Всі машини оснащені гідравлічною стабілізаційною системою DSC, адаптивним круїз-контролем АСС (Adaptive Cruise Control), активними стабілізаторами поперечної стійкості Dinamic Drive, унікальним інформаційним центром Idrive і багатьом іншим. Кожна модель буквально «напхана» різною електронікою та  електромеханікою.
Базова модель має внутрішньозаводське позначення E65, варіант зі збільшеною колісною базою (відстань між передньою і задньою осями коліс) має заводський індекс E66, а у маркуванні для продажу буде позначатися літерою L (наприклад 740i та 740Li).
У 2005 році сімейство автомобілів E65/E66 було модернізовано, що позначилось на зовнішньому вигляді і лінійці двигунів.
У 2008 році сімейство автомобілів E65/E66 було замінено на сучасніше сімейство  F01/F02.

## Двигуни
| Модель     | Двигун:                          | Система живлення: | Діаметр циліндра × хід поршня: | Ст. стиску: | Потужність:                      | Крутний момент             | 0-100 км/год: | V-max:     | Витрати палива |
| Бензинові: | Бензинові:                       | Бензинові:        | Бензинові:                     | Бензинові:  | Бензинові:                       | Бензинові:                 | Бензинові:    | Бензинові: | Бензинові:     |
| ---------- | -------------------------------- | ----------------- | ------------------------------ | ----------- | -------------------------------- | -------------------------- | ------------- | ---------- | -------------- |
| 730i       | І6 3,0 л (2979 см³), DOHC        | вприск EFi        | 84,00 мм × 89,60 мм            | 10,2:1      | 231 к.с. (170 kW) при 5900 об/хв | 300 Нм при 3500 об/хв      | 8,1 с         | 237 км/год | 10,6 л/ 100 км |
| 730i       | І6 3,0 л (2996 см³), DOHC        | вприск EFi        | 85,00 мм × 88,00 мм            | 10,7:1      | 258 к.с. 189 kW) при 6600 об/хв  | 300 Нм при 2500-4000 об/хв | 7,8 с         | 244 км/год | 10,1 л/ 100 км |
| 735i       | V8 3,6 л (3600 см³), DOHC        | вприск Bo Mot ME9 | 84,00 мм × 81,20 мм            | 10,5:1      | 272 к.с. (200 kW) при 6200 об/хв | 360 Нм при 3700 об/хв      | 7,5 с         | 250 км/год | 10,7 л/ 100 км |
| 740i       | V8 4,0 л (4000 см³), DOHC        | вприск EFi        | 87,00 мм × 84,10 мм            | 10,5:1      | 306 к.с. (225 kW) при 6300 об/хв | 390 Нм при 3500 об/хв      | 6,8 с         | 250 км/год | 11,2 л/ 100 км |
| 745i       | V8 4,4 л (4398 см³), DOHC        | вприск EFi        | 92,00 мм × 82,70 мм            | 10,5:1      | 333 к.с. (245 kW) при 6100 об/хв | 450 Нм при 3600 об/хв      | 6,3 с         | 250 км/год | 10,9 л/ 100 км |
| 750i       | V8 4,8 л (4799 см³), DOHC        | вприск EFi        | 93,00 мм × 88,30 мм            | 10,5:1      | 367 к.с. (270 kW) при 6300 об/хв | 490 Нм при 3400 об/хв      | 5,9 с         | 250 км/год | 11,4 л/ 100 км |
| 760i       | V12 6,0 л (5972 см³), DOHC       | вприск            | 89,00 мм × 80,00 мм            | 11,3:1      | 444 к.с. (327 kW) при 6000 об/хв | 600 Нм при 3950 об/хв      | 5,5 с         | 250 км/год | 13,4 л/ 100 км |
| Дизельні:  |                                  |                   |                                |             |                                  |                            |               |            |                |
| 730d       | І6 3,0 л (2993 см³), DOHC, turbo | Common Rail       | 84,00 мм × 90,00 мм            | 18,0:1      | 217 к.с. (160 kW) при 4000 об/хв | 500 Нм при 2000-2750 об/хв | 8,0 с         | 235 км/год | 8,5 л/ 100 км  |
| 730d       | І6 3,0 л (2993 см³), DOHC, turbo | Common Rail       | 84,00 мм × 90,00 мм            | 17,0:1      | 231 к.с. (170 kW) при 4000 об/хв | 520 Нм при 2000-2750 об/хв | 7,8 с         | 238 км/год | 8,2 л/ 100 км  |
| 740d       | V8 3,9 л (3901 см³), DOHC, turbo | Common Rail       | 84,00 мм × 88,00 мм            | 18,0:1      | 258 к.с. (189 kW) при 4000 об/хв | 600 Нм при 1900-2500 об/хв | 7,4 с         | 250 км/год | 9,7 л/ 100 км  |
| 745d       | V8 4,4 л (4423 см³), DOHC, turbo | Common Rail       | 87,00 мм × 93,00 мм            | 17,0:1      | 300 к.с. (221 kW) при 4000 об/хв | 700 Нм при 1750-2500 об/хв | 6,8 с         | 250 км/год | 9,5 л/ 100 км  |
| 745d       | V8 4,4 л (4423 см³), DOHC, turbo | Common Rail       | 87,00 мм × 93,00 мм            | 17,0:1      | 330 к.с. (242 kW) при 3800 об/хв | 750 Нм при 1900-2500 об/хв | 6,6 с         | 250 км/год | 9,5 л/ 100 км  |

## Виробництво
| рік     | всього  |
| ------- | ------- |
| 2001    | 2,979   |
| 2002    | 50,961  |
| 2003    | 57,899  |
| 2004    | 47,689  |
| 2005    | 50,062  |
| 2006    | 50,227  |
| 2007    | 44,421  |
| 2008    | 38,835  |
| всього: | 343,073 |